# فرودگاه مندی
فرودگاه مندی (به انگلیسی: Mendi Airport) یک فرودگاه با کد یاتا MDU است که یک باند فرود آسفالت دارد و طول باند آن ۱۳۴۴ متر است. این فرودگاه در شهر مندی کشور پاپوآ گینه نو قرار دارد و در ارتفاع ۱۷۳۱ متری از سطح دریا واقع شده‌است.

## شرکت‌های هواپیمایی و مقصدهای پروازی
| شرکت‌های هواپیمایی | مقصدهای پروازی |
| ----------------- | -------------- |
| Airlines PNG      | گورنی          |